# 2005年中国大陆
| 中国历史 / 中国历史年表 |
| 世紀： 20世纪中国 / 21世纪中国 / 22世纪中国 |
| 年代： 1970年代中国大陆 / 1980年代中国大陆 / 1990年代中国大陆 / 2000年代中国大陆 / 2010年代中国大陆 / 2020年代中国大陆 / 2030年代中国大陆                     |
| 年份： 2001年中国大陆 / 2002年中国大陆 / 2003年中国大陆 / 2004年中国大陆 / 2005年中国大陆 / 2006年中国大陆 / 2007年中国大陆 / 2008年中国大陆 / 2009年中国大陆 |
| 纪年： 乙酉年（鸡年）、中华人民共和国成立56周年 |

## 領導人
- 中國共產黨中央委員會總書記-胡錦濤
- 中華人民共和國主席-胡錦濤
- 中華人民共和國國務院總理-溫家寶
- 全國人民代表大會常務委員會委員長-吳邦國
- 中國人民政治協商會議全國委員會主席-賈慶林

## 大事記

### 1月
- 1月1日，内蒙古电视台少儿频道正式开播。
- 1月3日，中共中央印发《建立健全教育、制度、监督并重的惩治和预防腐败体系实施纲要》，提出到2010年，建成惩治和预防腐败体系基本框架，再经过一段时间的努力，建立起思想道德教育的长效机制、反腐倡廉的制度体系、权力运行的监控机制，建成完善的惩治和预防腐败体系。由胡玫执导，陈宝国主演的古装历史剧《汉武大帝》在央视一套黄金时段首播。
- 1月8日:中国海警与越南武装渔船冲突。
- 1月14日——中共中央举行新时期保持共产党员先进性专题报告会。胡锦涛强调，先进性是马克思主义政党的根本特征，也是马克思主义政党的生命所系、力量所在。党的先进性建设是马克思主义政党自身建设的根本任务。
- 1月15日： 海峽兩岸航空業界代表在澳門達成春節包機不中停協議。
- 1月17日：前中共中央總書記、國務院總理趙紫陽逝世
- 1月18日——人类首次登上南极内陆冰盖最高点。中国昆仑科考队确认找到南极内陆冰盖的最高点。

### 2月
- 2月4日——人民大会堂举行西部大开发5周年座谈会。
- 2月14日，辽宁阜新矿业(集团)公司孙家湾矿海州立井瓦斯爆炸，死亡214人，受伤30人，直接经济损失4968.9万元。
- 2月28日——国务院新闻办公室新闻发布会第一次发表《中国的民族区域自治》白皮书，介绍中国民族区域自治制度及民族自治地方的发展状况。

### 3月
- 3月至4月，中國各地舉行的一系列大型遊行和抗議活動，主要是反對日本扶桑社的歷史教科書和日本爭取成為聯合國安理會常任理事國的努力。（2005年中國反日示威活動）
- 3月1日——《新闻社区》在CCTV-13开播。（2008年5月12日停播）
- 3月4日——胡锦涛参加全国政协十届三次会议民革、台盟、台联界委员联组讨论，提出新形势下发展两岸关系的四点意见。
- 3月5日～14日——十届全国人大三次会议召开；选举胡锦涛为国家中央军委主席。
- 3月13日——胡锦涛在十届全国人大三次会议解放军代表团全体会议上讲话，对历史使命提出新要求：为中国共产党巩固执政地位提供重要的力量保证，为维护国家发展的重要战略机遇提供坚强的安全保障，为维护国家利益提供有力的战略支撑，为维护世界和平与促进共同发展发挥重要作用。
- 3月14日，中华人民共和国第十届全国人民代表大会第三次会议的最后一项日程对《反分裂国家法》进行表决，以2,896票赞成、0票反对、2票弃权、3人未按表决器的高票通过，国家主席胡锦涛在当天签署第34号主席令，宣布正式颁布该法，并从通过日起生效。
- 3月17日凌晨4时，浙江省衢州市一卧铺车行至江西省犁温高速公路上饶境内与一载有6吨黑火药的货车相撞、爆炸，31人死亡(客车28人，货车3人)，直接经济损失924.9万元。
- 3月18日——由赵本山执导兼主演的电视剧《马大帅2》在央视八套黄金时间首播。
- 3月21日——网络游戏《魔兽世界》开始在中国大陆限量测试。
- 3月19日，山西朔州平鲁区细水煤矿瓦斯爆炸，63人死亡，6人失踪。
- 3月28日——国民党副主席江丙坤率国民党代表团访问大陆。云南省农村信用社联合社成立。
- 3月29日，京沪高速公路淮安段一辆载有35吨液氯的山东槽罐车与一山东货车相撞，氯气泄漏，28人死亡，350人入院，上万人疏散。经济损失2901万元。

### 4月
- 4月17日——国务院印发《国家突发公共事件总体应急预案》。
- 4月26日～28日——胡锦涛国事访问菲律宾。
- 4月27日——十届全国人大常委会第十五次会议通过《中华人民共和国公务员法》。
- 4月28日——广州市撤销东山区，并入越秀区，撤销芳村区，并入荔湾区；新设立萝岗区和南沙区。
- 4月14日，住在日本茨城县水户市的内藤光裕（38岁、无业）向中国驻长崎总领事馆邮寄5张以红色字体写有“去死”等谩骂词语的纸条及附带剃须刀片的邮件。21日内藤被抓获。
- 4月26日：2005年中國國民黨和平之旅。连战访问团于16时40分左右包机抵达南京禄口国际机场，同行有中国国民党副主席江丙坤、吴伯雄、林澄枝、秘书长林丰正等。國台办主任陈云林等在机场迎接。连战随后在停机坪上发表简短演说，连战称抵达后“有一种相见恨晚的感觉”。是夜，连战一行接受江苏省领导宴请，并下榻金陵饭店。当日，大批南京市民自发上街对连战来访夹道欢迎。
- 4月27日，8时50分，连战一行人抵达中山陵，中山陵还特意为国民党参访团开启了中间的大门，但并没有限制其他游客的正常游览。在众多特意赶来的当地民众与国际媒体记者的簇拥下开始举行拜谒仪式。连战随后在现场发表讲话，表示自己是以“庄严虔敬”的心情前来向创党总理孙中山先生致意；他提到目前两岸关系严峻，但又以孙中山的遗言来勉励大家“不要忘记和平、奋斗，救中国”，“做一个扬眉吐气的中华民族”，并为中山陵题词“中山美陵”。连战是56年来首位拜谒中山陵的国民党主席。连战一行还参观了明孝陵、原国民政府总统府、南京天妃宫和夫子庙。
- 4月29日——国共两党最高领导人举行60年来的首次会谈。中共中央总书记胡锦涛在北京人民大会堂与中国国民党主席连战正式会谈，共同发布“两岸和平发展共同愿景”

### 5月
- 5月5日：2005年亲民党搭桥之旅
- 5月1日——《新闻袋袋裤》在CCTV-14开播。
- 5月9日——中国国家主席胡锦涛出席俄罗斯庆祝卫国战争胜利60周年大阅兵。
- 5月9日——CCTV-8实现全天24小时播出。
- 5月11日——国务院第八十九次常务会议审议通过《国务院实施〈中华人民共和国民族区域自治法〉若干规定》，自2005年5月31日起施行。
- 5月12日——胡锦涛在北京人民大会堂正式会见亲民党主席宋楚瑜。
- 5月15日——南京地铁1号线开通观光运营，南京成为了中国大陆第六个拥有地铁的城市。
- 5月17日——嘉兴市秀城区更名为南湖区。
- 5月18日——国务院总理温家宝主持召开国务院常务会议，讨论并原则通过《扶持人口较少民族发展规划（2005-2010年）》。
- 5月18日——经国务院批准，调整上海市行政区划：将宝山区的长兴乡、横沙乡划归崇明县管辖。（7月10日正式实施）。
- 5月27日——由阚卫平执导，何冰、罗海琼等主演的古装悬疑推理剧《大宋提刑官》在央视一套黄金时段首播。
- 5月27日至28日——中央民族工作会议暨国务院第四次全国民族团结进步表彰大会在北京举行。
- 5月30日——原开封市郊区更名为金明区，将开封县杏花营镇划归金明区，南关区更名为禹王台区。
- 5月31日——胡锦涛主持召开中共中央政治局会议，研究部署进一步加强民族工作、加快少数民族和民族地区经济社会发展工作，审议了《中共中央、国务院关于进一步加强民族工作，加快少数民族和民族地区经济社会发展的决定》。
- 5月18日，山西左云县张家场乡新井煤矿透水，56人死亡。直接经济损失5312万元。
- 5月19日凌晨，河北承德暖儿河矿业公司瓦斯事故，50人死亡。

### 6月
- 6月2日——中俄双方代表在符拉迪沃斯托克互换《中华人民共和国和俄罗斯联邦关于中俄国界东段的补充协定》批准书。
- 6月6日——《魔兽世界》在中国大陆正式商业运营。
- 6月10日，黑龙江省宁安市沙兰镇下午遭遇山洪與山泥傾瀉，117人丧生（包括沙蘭鎮中心小學上課中的105個小学生）。

### 7月
- 7月5日——中国国务院总理温家宝、柬埔寨首相洪森、老挝总理本南、缅甸总理梭温、泰国总理他信和越南总理潘文凯以及亚洲开发银行行长黑田东彦在云南昆明出席大湄公河次区域经济合作第二次领导人会议。
- 7月8日——国际奥委会会议通过批准，香港可以协办2008年北京奥运会的马术项目。
- 7月11日，新疆阜康市神龙煤矿瓦斯爆炸，83死4伤，直接经济损失3517万元。
- 7月12日——胡锦涛在北京人民大会堂会见台湾新党主席郁慕明率领的“民族之旅”大陆访问团
- 7月15日，山西灵石县段纯镇家庄煤矿爆炸，53人死亡。
- 7月16日——同根同源的西南师范大学和西南农业大学合并组建的西南大学正式挂牌成立。教育部部长周济、重庆市委书记黄镇东出席成立大会表示祝贺，并为西南大学揭牌。
- 7月21日——国务院批准，实行以市场供求为基础、参考一篮子货币进行调节、有管理的浮动汇率制度。国家民委在北京召开《民族问题五种丛书》修订工作会议。
- 7月25日——中国四川省爆发的不明怪病，证实为猪链球菌所造成的“人－猪链球菌感染”。
- 7月28日——中国歌舞团和东方歌舞团合并成新的国家歌舞团——中国东方歌舞团。
- 7月31日——哈大线K127次旅客列车发生追尾事故。

### 8月
- 8月1日——中美首次战略对话在北京举行。
- 8月2日——中国第21颗返回式科学与技术试验卫星发射升空。
- 8月3日——广东原创动力文化传播有限公司制作的原创动画系列作品《喜羊羊与灰太狼》系列开始在中国大陆播放。
- 8月7日，广东省梅州市兴宁市黄槐镇大兴煤矿透水，124人死亡，直接经济损失4725万元。六方会谈第四轮第一阶段会议宣布休会。
- 8月12日——南京地铁一号线开通试运营。
- 8月26日——《2005超级女声》总决赛揭晓，李宇春、周笔畅、张靓颖分获冠亚季军。
- 8月28日——十届全国人大常务委员会第十七次会议公布《中华人民共和国治安管理处罚法》。
- 8月28日——福州市民56岁的郑振通和65岁的高其光于19时30分在福建省游泳跳水馆举行的静浮记录挑战赛中同时创造了11小时个人水中直立静漂吉尼斯世界纪录。
- 8月29日——中国第21颗返回式科学与技术试验卫星,安全着陆于四川中部某区域。全国扶持人口较少民族发展工作会议在北京召开，这是国务院第一次专门召开的研究部署扶持22个人口较少民族发展的工作会议。次日闭幕。
- 8月31日——中国人民银行发行2005年版第五套人民币6个券别。

### 9月
- 9月1日——西藏自治区成立四十周年，以贾庆林为团长的中央代表团到会祝贺。台风泰利登陆台湾及福建，造成超过100人死亡。
- 9月2日——《体育晨报》在CCTV-5开播。
- 9月3日——纪念抗日战争胜利60周年。上午九时，中国党政军领导人在天安门广场向人民英雄纪念碑敬献花篮；后在人民大会堂举行抗战胜利纪念大会，胡锦涛讲话。南京地铁1号线正式运营，南京成为了中国大陆第六个拥有地铁的城市。
- 9月5日，澎湖籍漁船「勝發成二號」疑因與福建東山島籍漁船「閩東漁四八七八號」發生擦撞，船長遭挾持，台湾海巡署出動巡防艇及直昇機，在距大陆約30海浬處攔截成功，救回人質，並將大陆漁船帶回澎湖。CCTV-5实现全天24小时播出。
- 9月6日，山西省吕梁市中阳县枝柯镇煤矿二坑发生瓦斯燃烧事故，当班井下有26人作业，其中7人自行升井，2人被烧伤，17人死亡。[1]
- 9月8日——发生“9.8新疆UFO事件”。（北京时间21时08分，格林尼治时间2005年9月8日13：08分，俄罗斯在哈萨克斯坦拜科努尔发射场使用联盟U型运载火箭发射“进步M-54”号货运飞船，为国际空间站补给。UFO呈螺旋状运动是火箭发动机分离后，失去控制与大气层摩擦所产生的光亮。）
- 9月10日，贵州省黔东南州天柱县凤城镇大豪煤矿发生透水事故。截止12日14时，经抢救3人生还，10人死亡。
- 9月11日10时40分，黑龙江省双鸭山市金源煤矿(乡镇矿，生产能力6万吨/年，低瓦斯矿井，四证一照齐全)因电缆放炮引燃木棚发生火灾事故。截止9月12日凌晨4时40分，已找到9名遇难者，仍有6人下落不明。[2]
- 9月12日——由陈健、张前执导，李幼斌、何政军、张光北等主演的战争题材电视剧《亮剑》在央视一套黄金时段首播。
- 9月13日——第四轮六方会谈在北京重开。
- 9月15日——胡锦涛出席联合国成立60周年首脑会议，提出努力建设持久和平、共同繁荣的和谐世界。
- 9月21日，李敖受鳳凰電視台之邀請，在北京大學發表演講。
- 9月23日——中国汕头电视台《今日视线》开播。
- 9月25日——第三届中国文化节暨第二批全国青少年集邮示范基地授牌仪式在江苏高邮市举办。

### 10月
- 10月1日——新疆维吾尔自治区隆重庆祝自治区成立五十周年，以罗干为团长的中央代表团到会祝贺。
- 10月3日，河南省鹤壁煤业公司二矿瓦斯爆炸，34死19伤，直接经济损失801万元。中国西藏大部和云南西部边境可见日偏食。
- 10月4日——由余明生执导，曹骏、舒畅、焦恩俊等人主演的古装神话剧《宝莲灯》在央视八套黄金时段播出。
- 10月8日——中共十六届五中全会召开。
- 10月11日——中共十六届五中全会闭幕，会议审议通过了《中共中央关于制定国民经济和社会发展第十一个五年规划的建议》。
- 10月12日，神舟6號升空。
- 10月12日至23日，江蘇舉行第十屆全運會。
- 10月15日，世界海拔最高的青藏鐵路工程完成。
- 10月17日——中国神舟六号载人飞船返航，宇航员费俊龙和聂海胜安全返回地面，中国第二次载人航天获得成功。
- 10月20日——中国国务院根据香港特区行政长官曾荫权的提名，任命黄仁龙接替梁爱诗出任律政司司长。
- 10月28日——时任中共中央总书记、国家主席胡锦涛抵达平壤，正式友好访问朝鲜。

### 11月
- 11月3日 4名中国女性因被疑持有假签证，遭到马来西亚警方长达4天的拘禁，并受到脱去衣物进行体罚的侮辱。
- 11月6日，河北邢台县会宁镇尚汪庄康立石膏矿坍塌，33死38伤，4人失踪，直接经济损失达774万元。
- 11月8日～15日——时任中国国家主席胡锦涛应邀对英国、德国、西班牙进行国事访问。
- 11月13日，中国石油天然气股份有限公司吉林石化分公司双苯厂硝基苯精馏塔爆炸，8死60伤，直接经济损失6908万元，松花江被污染。国家环境保护总局局长解振华辞职。
- 11月14日清晨6时许，山西沁源县二中初三(2)班的师生在路上晨跑，被黎城县东阳关镇长宁村一辆东风带挂车碾压，21死17伤。
- 11月15日～16日——全国培养选拔少数民族干部工作座谈会在北京召开。
- 11月18日——汉中交通旅游广播正式开播。
- 11月22日，四川省都江堰汶川高速公路董家山隧道瓦斯爆炸,49人死亡，11人受伤，直接经济损失2035万元。
- 11月24日 广东的一位女企业家在吉隆坡郊外的一家宾馆，遭受3名马来西亚空军和1名印度籍男子的性侵犯。
- 11月25日 一名中国妇女在马来西亚警局受到警察侮辱的手机录像在马来西亚引起轩然大波。
- 11月26日——江西九江、瑞昌间(北纬29.7,东经115.7) 发生5.7级地震。
- 11月27日，黑龙江省七台河矿业精煤集团公司东风矿爆炸，171死48伤，直接经济损失4万2931万元。
- 11月28日马来西亚国内安全副部长诺奥马说，外国人如果认为马来西亚警察残暴，大可不必继续留在马来西亚，应该回到自己的国家。这么一来，马国警方就不必忙着取缔非法外劳。不希望看到因为一名中国女郎在扣留室内脱光受罚时被偷拍的事件，使得警察各方必须负责，影响警方的士气。如果认为警察不必严厉执法，日后社会问题丛生，就不要怪罪警方。警方并没有违反章程。脱光妇女的衣服搜身是例行程序，如果不满可控告。裸体搜身，是因为担心隐藏一些不法的物品，如毒品。叫嫌犯蹲下来，是为了避免将不法物品藏在身体的某些缝隙内。对女嫌犯进行裸体搜身的时候，会派出一名戴头巾的马来族女警监视。
- 本月，媒体报道，中国女子在马来西亚频频受辱[3]。4名中国女郎被警察无故抓捕，被扣留期间因为拒绝脱掉内衣裤而被警员斥骂、掌掴，甚至还遭女警捏胸，也被警员索“喝茶钱”、企图偷窥。另有中国女性32人，其中19人是福建籍，在马来西亚被关进当地移民厅拘留所，遭虐待了14天。中国女子被关押在拘留所里，不得打电话、聊天、哭，时常无故被体罚，稍不从命，警察抽出警棍就打。一次双手双脚着地，趴在粗糙的石板地上爬，学青蛙和狗叫。

### 12月
- 12月4日，新明日报称在马来西亚接连发生中国女郎被脱光受罚羞辱事件后，中国游客到马旅游人数已从原本的55万名减至25万名[4]。
- 12月4日，北京昌平县八达岭高速公路进京方向49公里处，一辆运输电石的蒙B21344大货车，因制动失灵，追撞前方同向行驶的北京市长途汽车有限公司大客车，造成两车翻入道路左侧山沟并起火。造成24人死亡，1人重伤，8人轻伤。
- 12月6日，内蒙哲里木盟通辽市境内一辆蒙G21450大货车，当行至304国道K689+500M处时，由于大货车司机疲劳驾驶、违章越线，与一辆金龙大客车(蒙G16428，核载35人，实载37人)侧面相撞，造成14人死亡，22人受伤。
- 12月6日 媒体报道又有三名合法入境马来西亚的中国女人在警方检举逾期逗留中国人的行动中无辜被扣留，被逼在扣留所内度过难熬的数个夜晚。
- 12月7日，河北省唐山市开平区刘官屯矿事故，108人死亡，29人受伤，直接经济损失4870.67万元。
- 12月7日，浙江宁波市象山县所属一艘"浙象渔运079"(载船员20人)在台山列岛以北约20海里处作业时，船体进水沉没。 经抢救，4人获救，造成3人死亡，13人失踪。
- 12月8日，海南儋州籍一艘木质渔船(渔船吨位约70吨，船上共有14名船员)从八所港前往490渔区作业，失去联系，渔船及船上人员均下落不明。[5]
- 12月8日——广东电视台新闻频道正式开播。马来西亚内政部长阿兹米在上海表示，马来西亚政府对近期发生的涉及中国公民的不幸事件深表遗憾，马来西亚政府和人民对这几起事件的发生均表示非常震惊和痛心。正采取积极和严格的措施全面调查这几起事件，并将把罪犯绳之以法。
- 12月11日——在北京首钢体育场，wNv.gaming获得WEG2005反恐精英项目世界总冠军
- 12月15日，吉林省辽源市中心医院火灾，39死95伤，直接经济损失822万元。陕西都市广播正式开播。国务院总理温家宝15日在吉隆坡与马来西亚总理巴达维举行会谈。谈及两国合作和
- 12月19日，河北保定市望都县境内，京石高速公路177KM处，一辆辽宁大货车，追尾同向行驶的一辆河北大货车，河北大货车撞开中央护栏冲入逆行快车道，与正常行驶的河北邯郸交通运输集团公司所属大客车(核载28人，实载16人)迎面相撞。共造成17人死亡，3人受伤。
- 12月21日，浙江台州市温岭市铭扬海运有限公司所属一艘货轮，从广东汕头开往山东莱州途中，因遇大风在山东省龙口港抛锚避风，在紧急进港过程中发生险情，船只沉没。该船载运陶土2700吨，船上共有14名人员，其中1人获救生还，13人失踪。
- 12月22日——四川成都都江堰市，中铁一局四公司(中央企业)负责施工的都汶高速公路董家山隧道工程发生瓦斯爆炸事故，造成44人死亡，11人受伤。[3]
- 12月23日——中共中央、国务院发出《关于深化文化体制改革的若干意见》，提出要形成科学有效的宏观文化管理体制，富有效率的文化生产和服务的微观运行机制，以公有制为主体、多种所有制共同发展的文化产业格局，统一、开放、竞争、有序的现代文化市场体系，完善的文化创新体系，以民族文化为主体、吸收外来有益文化，推动中华文化走向世界的文化开放格局。
- 12月24日，内蒙古自治区巴彦淖尔市运通公司一辆大客车(核载29人，实载36人)，由巴彦淖尔市临河区开往鄂尔多斯市杭锦旗古日格朗图镇，当客车经过黄河套子时冰层破裂，客车沉入水中。有8人自救生还，其余28人下落不明。[3]
- 12月24日，贵州盘江煤电集团盘南公司响水煤矿(该矿为股份制企业，设计能力400万吨/年)，中铁十九局三公司在施工19号煤层皮带运输机上山(独头掘进巷道，长1380米)时，发生火灾事故，当班井下12人下落不明。[3]
- 12月25日，广东中山市坦洲镇檀岛西餐厅一非法网吧火灾，26人死亡11人受伤。上海上港集团足球俱乐部正式建队。
- 12月26日——当时全国最快地铁——广州地铁3号线和全国首条使用直线电机的地铁——广州地铁4号线开通试运营。十届全国人大常委会第十九次会议决定自2006年1月1日起，废止一届全国人大常委会于1958年6月3日通过的《中华人民共和国农业税条例》。
- 12月31日——中共中央、国务院发出《关于推进社会主义新农村建设的若干意见》，提出要按照“生产发展、生活宽裕、乡风文明、村容整洁、管理民主”的要求，协调推进农村各方面建设
- 12月马来西亚当局新公布的数字，本年大约5万名中国游客入境马来西亚后逾期逗留，仅1~5月，就已有超过1000名华人女性因从事色情业被拘捕，占落网人数一半，其中一些涉嫌旅游证件入境。马警方向政府建议，禁止中国单身女性入境。当局并未因噎废食，只是采取了较为严厉的签证制度。福建省金福对外劳务合作有限公司总经理谢源说自吉隆坡飞返福州的班机上，200多名乘客仅他和助手等3人是男性,其余都是中国年轻女子，一位家人定居马来西亚的福州某公司副总透露，到马来西亚的福建人男士多半携带仿制古董、春药和饰品，在大马挨家挨户推销；女士大多是在当地酒吧、卡拉OK厅坐台，她们大多持旅游签证入境，一下飞机护照就被神秘人收走再办理延期[6]。